# Jacques de Saint-Phalle
Pour les articles homonymes, voir Saint-Phalle.
Gustave André Jacques de Saint-Phalle, né le 30 juin 1917 à Mazagan au Maroc et mort le 15 juin 2010 à Paris,, est un aviateur français. 

## Carrière
Jacques est le petit-fils de Gustave Georges de Saint-Phalle (1829-1918), directeur des forges de Mazières, et le fils de Ferdinand de Saint-Phalle (1870-1934) : ce dernier, en poste au Maroc est démobilisé pour blessure, et exerce la fonction d'ingénieur des Ponts et Chaussées ; il épouse Marguerite d'Urbal (1885-1943), dont cinq enfants. Jacques de Saint-Phalle est l'ainé. 
Il a pour homonyme Jacques de Saint Phalle, fils d'Alexandre de Saint Phalle et de Hélène Georgia Harper, né le 11 mars 1924 à Boulogne-Billancourt et mort le 14 septembre 2010 à Paris.
Il grandit au château de Montgoublin, propriété familiale. Pieux, il envisage d'entrer dans les ordres, mais choisit l'aviation. Il commence sa formation à l'École de pilotage d'Istres, il est breveté le 7 juillet 1939 à l'aérodrome de Nîmes-Courbessac. Puis va se perfectionner à la base aérienne 702 Avord, puis au centre d'instruction de l'école de chasse, base aérienne 141 Oran la Sénia, en Algérie. C'est la qu'il y rencontre le futur commandant René Mouchotte.
À l'Armistice, il entre en zone libre et trouve un emploi de charbonnier, puis de forestier dans les environs de Foix. Il est appelé à Istres comme gardien-veilleur de février 1941 à mai 1942. Démobilisé, il tente par deux fois de rejoindre ses frères à Paris avant d'y parvenir et de travailler dans un garage appartenant à l'un de ses oncles banquier. Au mois de février 1943, il passe en Espagne et, après bien des pérégrinations, il arrive à Lisbonne avec Henri Foucaud grâce à la complicité et l'aide de Mademoiselle de Grammont. Tous deux s'envolent pour l'Angleterre en avril 1943, à bord d'un DC-3 de la Royal Air Force, et s'engagent dans les Forces aériennes françaises libres, après avoir suivi des cours de perfectionnement dans la RAF au camp de Camberley.
Henri Foucaud le persuade de se porter volontaire avec lui pour intégrer l'escadrille « Normandie », en partance pour le front russe. Il annonce alors 700 heures de vol au lieu des 150 heures réelles. Il arrive le 13 août 1943 et demande dès octobre à participer à sa première mission en compagnie de Foucaud et de Marcel Albert. Il participe à la fin de la première campagne de cette escadrille autour de Smolensk et à la seconde aux frontières de la Biélorussie, la Pologne, et la Lituanie. Le 17 octobre 1944, lors d'une sortie, son avion est endommagé et celui de son adversaire explose. Il est nommé sous-lieutenant à la même époque.
Ils iront jusqu'en province de Prusse-Orientale. En référence au fleuve frontalier de ce lieu de bataille, le Niémen, Staline donnera le nom de « Normandie-Niémen » à la seule escadrille française ayant participé aux opérations militaires aux côtés des Soviétiques de 1943 à 1945, et la plus titrée de l'histoire de l'aviation française. Le 12 décembre 1944, Jacques de Saint-Phalle quitte l'URSS avec ses camarades les plus anciens. Il comptabilise une victoire homologuée.
De 1945 à 1946, il est nommé instructeur à l'école de chasse de Meknès et devient commandant de bord à Air France. Saint-Phalle devient un des tout premiers pilotes de la compagnie dans les années 1970 à voler sur un Boeing 747.
Il est le père de quatre enfants.
Le 19 juin 2010, il est inhumé au cimetière de Saint-Benin-d'Azy dans la Nièvre

## Décorations
- Officier de la Légion d'honneur
- Croix de guerre 1939-1945 avec palmes
- Ordre de l'Étoile rouge (URSS)
- Ordre de la Guerre patriotique (URSS)
- Médaille pour la victoire sur l'Allemagne dans la Grande Guerre patriotique de 1941-1945 (URSS)

## Filmographie
- Juliette Goudot, Un pilote dans l'histoire : Jacques de Saint Phalle au Normandie-Niémen[4]